# Baum (herb szlachecki)
Baum – polski herb szlachecki, nadany w zaborze austriackim.

## Opis herbu
Na tarczy czwórdzielnej w krzyż w polach I i IV jabłoń o koronie zielonej, pniu brunatnym i owocach czerwonych. W polach II i III orzeł czarny. Herb posiada dwa hełmy. Klejnot na prawym: Orzeł jak w godle, w lewo. Klejnot na hełmie lewym: Jabłoń jak w godle. Labry na hełmie prawym czarne, podbite złotem, na hełmie lewym zielone, podbite srebrem.
Drzewo jabłoni jest godłem mówiącym – niemieckie Baum oznacza drzewo.

## Najwcześniejsze wzmianki
Nadany naczelnikowi obwodu wielickiego Józefowi Baumowi, wraz z nadaniem tytułu "Ritter" oraz predykatu "von Appelshofen" w 1777 roku.

## Herbowni
Baum von Appelshofen.